# Jenna Marshall
Jenna Marshall é uma personagem fictícia da série de TV e livros Pretty Little Liars, interpretada por Tammin Sursok. Ela foi vítima de uma brincadeira armada por Alison DiLaurentis, a levando a ficar cega. Foi confirmado que Tammin voltaria na sexta temporada interpretando Jenna.

## Caracterização
Em outubro de 2008, Jenna se mudou para Rosewood depois que sua mãe se casou com o pai de Toby Cavanaugh. Ela rapidamente se tornou popular em Rosewood High School. Alison a convidou para se juntar a seu grupo de amigos, mas ela recusou. Isto levou a uma rivalidade de longa duração entre as duas. Jenna é uma pessoa muito agressiva e manipuladora. Ela forçou seu meio-irmão, Toby, em uma relação sexual com ela e ameaçou acusá-lo de abusar dela.
Depois de ser cegada por Alison e suas amigas, Jenna desenvolveu um ódio e rancor contra elas. Jenna parece ter sido envolvida com o N.A.T. Clube antes que Alison desapareceu. Ela não lamentava a morte de Alison e continuou a manter as meninas em seu radar para mantê-las longe de seus segredos.
No final da segunda temporada, Jenna fez uma cirurgia do olho e foi totalmente capaz de ver em toda a terceira temporada. No entanto, indo para a quarta temporada, a operação provou ter apenas efeitos temporários conforme ela começou a perder sua visão novamente. Ela costumava namorar o atleta popular Noel Kahn e usou-o para recuperar sua popularidade na escola.
Enquanto ela ainda estava cega, Jenna acreditou que Garrett (a quem ela namorou) matou Alison. Ao longo das três primeiras temporadas, Jenna acreditava saber como Alison foi assassinada. No entanto, o que ela pensou que ela sabia estava incorreto.
Jenna foi quase assassinada duas vezes: uma vez na segunda temporada ao ser atraída e trancada numa casa em chamas e outra vez na quarta temporada, depois de ser nocauteada e deixada em um lago para se afogar. Ela estava em coma devido ao ferimento na cabeça e, depois de acordar, estava morando em Nova York, mas estava de volta em Rosewood para a quinta temporada. Ela estava ajudando Sydney e Mona a derrubar Ali, além de estar de luto pela morte de Shana.